# Sera Azuma
Sera Azuma, född 20 augusti 1999 i Wakayama, är en japansk fäktare som tävlar i florett.

## Karriär
Vid OS 2024 ingick Azuma i det japanska laget som tog brons i florett.